# アリス＝紗良・オット
アリス＝紗良・オット（アリス＝サラ・オット、Alice-Sara Ott、1988年8月1日 - ）は、ドイツ・ミュンヘン出身のクラシック音楽のピアニスト。ピアニストのモナ＝飛鳥・オットは実妹。

## 人物
ドイツ語圏を中心とする地域でのピアノコンクール優勝経験を持つ。オーストリアのザルツブルク・モーツァルテウム大学でカール＝ハインツ・ケマリンクに師事。
父親がドイツ人、母親が日本人。日本語・ドイツ語・英語を流暢に話せる。日本語はミュンヘンの日本人学校で身につけた。
2008年にはドイツ・グラモフォンと専属契約を結んだ。
2017年5月23日放送の『セブンルール』（関西テレビ）では以下の「ルール」が紹介された。
1. 本番前は指を温めるためにルービックキューブを揃える[3]。
2. ステージの上では裸足。
3. 家でクラシックは聴かない（番組の取材時には自室でサザンオールスターズを聴いていた）。
4. 買い物はインターネットで。
5. ウイスキーはストレート。
6. 待ち時間は極力作らない。
7. 練習するより経験する。

2019年2月15日、多発性硬化症と診断されていたことを自身の公式サイトとSNSアカウントで公表した。
2022年現在では、活動を再開させている。

## 受賞歴
- 1995年 ドイツ連邦青少年音楽コンクール優勝。
- 1997年 スタインウェイ国際コンクール優勝。
- 1998年 イタリア・リゲティ国際コンクール優勝。
- 1999年 ハンブルク・スタインウェイコンクール優勝および特別観客賞受賞。
- 2000年 グロートリアン・シュタインヴェークピアノコンクール優勝。
- 2001年 カール・ラングピアノコンクール優勝。
- 2002年 カール・ラングピアノコンクール優勝。
- 2003年 リンダウ・ロータリー・ヤング・ミュージックコンクール優勝、ケーテン・バッハ・青少年コンクール優勝および市長特別賞受賞。バイロイト音楽祭に招かれ、ワーグナー愛用のピアノを使用してリサイタルを開催。
- 2004年 イタリア・シルヴィオ・ベンガーリ・コンクール優勝（史上最高得点）、中村紘子の招きにより日本でのデビューを果たす。ドイツのramレーベルよりCDデビュー。
- 2005年 ヨーロッパピアノ指導者連盟コンクール優勝。
- 2010年 「クラシック・エコー・アワード2010」にてヤング・アーティスト・オブ・ザ・イヤーを受賞。

## ディスコグラフィ
- 『リスト：パガニーニによる大練習曲、コンソレーション、ハンガリー狂詩曲第2番』（2004年、ram、ram50402）
- 『リスト：超絶技巧練習曲』（2008年11月、ドイツ・グラモフォン、UCCG-1440）
- 『ルール・ピアノフェスティバル・エディション第19集』ベートーヴェン：ピアノ・ソナタ第23番「熱情」、リスト：パガニーニによる大練習曲、シューマン：「3つのロマンス」から第2番（2009年4月、Avi Music、4260085530885）
- 『 ショパン：ワルツ集（全曲）』（2009年10月、ドイツ・グラモフォン、UCCG-1473）
- 『チャイコフスキー：ピアノ協奏曲第1番、リスト：ピアノ協奏曲第1番』（2010年1月、ドイツ・グラモフォン、UCCG-1488）
- 『ベートーヴェン：ピアノ・ソナタ第3番、同第21番「ワルトシュタイン」他』（2010年12月、ドイツ・グラモフォン、UCCG-1518）
- 『ピクチャーズ』ムソルグスキー：組曲「展覧会の絵」、シューベルト：ピアノ・ソナタ第17番（2012年10月、ドイツ・グラモフォン、UCCG-1589）
- 『メモリーズ 〜ベスト・オブ・アリス=紗良・オット』（2013年9月、ドイツ・グラモフォン、UCCG-1639）
- 『スキャンダル』-フランチェスコ・トリスターノとの共演　（2014年5月、ドイツ・グラモフォン、UCCG-1655）
- 『ショパン・プロジェクト』（2015年3月）
- 『ワンダーランド』（2016年9月）
- 『ナイトフォール』（2018年8月）
- 『Echoes Of Life エコーズ・オヴ・ライフ』（2021年8月）
- 『フィールド：ノクターン全集』（2025年2月）

## 出演

### テレビ番組
- 情熱大陸（2010年1月3日、毎日放送）（同年6月、第43回US国際映像祭で最優秀賞を受賞）
- 僕らの音楽（2010年4月2日、フジテレビ）
- テレビでドイツ語（2010年5月19日、NHK教育テレビ)
- 第54回NHKニューイヤーオペラコンサート（2011年1月3日、NHK教育テレビ)
- 1億人の大質問!?笑ってコラえて!（2014年6月4日、日本テレビ)
- 読響シンフォニックライブ（2014年11月19日、日本テレビ)
- 報道ステーション（2016年5月20日、テレビ朝日）
- セブンルール（2017年5月23日、関西テレビ）
- 題名のない音楽会（2024年1月13日、テレビ朝日）

### ラジオ
- きらクラ!（2012年6月3日、NHK-FM）

### CM
- ルージュクリスタル（2010年、オルビス）
- 《Behind the scene》The new Audi A8スペシャルサイトムービー（2014年、Audi）
- Apple Music Classical（2023年、Apple）[7]